# Ів Бреєр
Бреєр Ів (18 листопада 1907 — 29 травня 1990) — французький мистець, відомий своїми творами про повсякденне життя.
Він народився у Версалі і став видатним упродовж років Першої світової війни і Другої світової війни. Навчався у Парижі, в академіях на Монпарнас, починаючи з 1924, і далі у Школі образотворчих мистецтв.
Був незалежним і ніколи не належав до якоїсь школи; товаришував із Франсіс Грюбером, засновником школи Нового реалізму.
Вперше виставив свої роботи у салонах у 1927 році. Потім, здійснив подорож до Іспанії, де відвідав Національний музей Прадо, шедеври якого глибоко вразили художника і вплинули на його подальшу творчість. Після перебування у Марокко, він переїхав до Італії, де у 1930 отримав Римську премію.

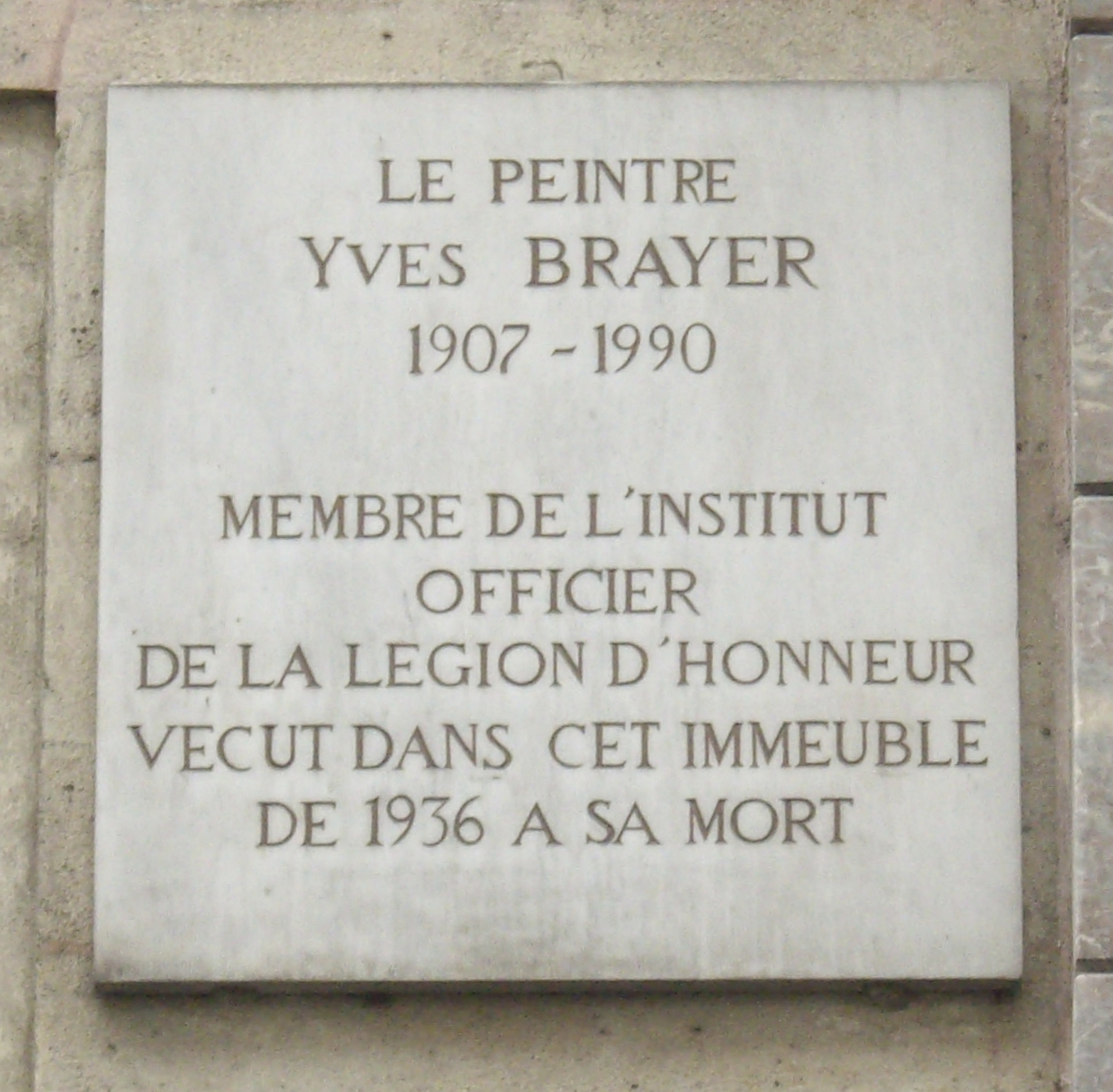
Меморіальна дошка